# Töttelstädt
Töttelstädt ist ein Ortsteil der thüringischen Landeshauptstadt Erfurt und liegt im Nordwesten der Stadt in Richtung Gotha.

## Geografie
Töttelstädt liegt im südlichen Thüringer Becken am Fuße der Fahnerschen Höhe zwischen Witterda, Schaderode, Alach, Zimmernsupra und Bienstädt (Aufzählung im Norden beginnend und im Uhrzeigersinn aufgeführt). Durch den Ort fließt der Weißbach, der bei Bienstädt entspringt und in Kühnhausen in die Gera mündet.

## Geschichte
In einer Schenkungsurkunde vom 18. Mai 874 wird Tullinestat nebst anderen 116 Orten in Thüringen als dem Stift Fulda zehntpflichtig erwähnt. Erzbischof Liubert zu Mainz sowie Abt Sigehard zu Fulda machten das Recht der Zehnterhebung für sich geltend. Den Streit darüber entschied König Ludwig der Deutsche (840–876) am Hofe zu Ingelheim zu Gunsten der Abtei Fulda. Quelle dieser Urkunde ist der teils umstrittene, aber nicht minder wichtige Codex Eberhardi, auch wenn zahlreiche Fälschungen und stellenweise Unzulässigkeiten sowie Anpassungen von Ortsnamen an die Schreibweise zur Zeit Eberhards dem zweibändigen Sammelwerk anhaften, das um 1160 vom Mönch Eberhard im Kloster Fulda erstellt wurde.
Durch eine Urkunde aus dem Jahr 1104, in der Erzbischof Ruthard von Mainz dem St. Petrikloster zu Erfurt alle seine Güter bestätigt, wird der Ort Tutilstete – was auf eine alte Richtstätte hindeuten könnte – genannt. Eine weitere Nennung folgt in einer Urkunde aus dem Jahr 1143. Erwähnung findet der Ort im Laufe seiner Geschichte auch unter den Namen Tudelstedt und Tottelstedt.
Töttelstädt ist früher ein großer Ort gewesen und hatte zeitweise zwei Kirchen, aber die Pest (1610), Brandunglücke (1696, 1804, 1824) und Kriegswirren haben den Ort sehr verkleinert. Bei der Feuersbrunst 1824 brannten die Kirche, zwei Schulen und 79 Wohnhäuser mit Wirtschaftsgebäuden. Auf den Trümmern seiner Kirche stehend gab der Pfarrer Wilhelm Hey seiner Gemeinde Mut und Hoffnung auf den Wiederaufbau.
1263 waren die Grafen von Gleichen als Schutzvögte des Erfurter Petersklosters Gerichtsherren von Töttelstädt. Diese Gerichtsbarkeit wurde ihnen von Markgraf Heinrich entzogen, von Landgraf Albrecht jedoch wieder eingeräumt. Töttelstädt gehörte zur Oberpflege der Herrschaft Tonna, welche ab 1677 als „Amt Tonna“ zum Herzogtum Sachsen-Gotha-Altenburg gehörte. Am 1. Juli 1895 beschloss der Landtag, dass die Orte Töttelstädt und Bienstädt vom Amt Tonna losgelöst und dem Amtsgericht Gotha zugewiesen werden. Zu DDR-Zeiten gehörte Töttelstädt zum Kreis Erfurt-Land. Nach der „Wende“ war der Ort für kurze Zeit dem Landkreis Sömmerda zugeteilt worden, bis er am 12. Oktober 1994 zur Landeshauptstadt Erfurt eingemeindet wurde.

### Einwohnerentwicklung
| Jahr      | 1843 | 1910 | 1939 | 1990 | 1995 | 2000 | 2005 | 2010 | 2012 | 2014 | 2020 |
| --------- | ---- | ---- | ---- | ---- | ---- | ---- | ---- | ---- | ---- | ---- | ---- |
| Einwohner | 569  | 527  | 513  | 625  | 604  | 661  | 645  | 633  | 632  | 663  | 633  |

## Kultur und Sehenswürdigkeiten
- Die evangelische Filialkirche St. Nikolai ist eine Chorturmkirche. Der eingezogene Turm und die südlichen Vorhangbogenfenster sind Reste der gotischen Vorgängerkirche aus dem Jahr 1492. Am 26. Oktober 1725 wurde eine zweite Kirche in Anwesenheit von Herzog Friedrich II. eingeweiht. Sie fiel am 15. Juni 1824 einem Großbrand zum Opfer. 1825 wurde die Kirche wiederaufgebaut mit drei Glocken aus Apolda (Ulrich) und mit einem fünfachsigen Schiff mit Mansarddach versehen. Die Fassaden sind durch Putzlisenen gegliedert. An den Längsseiten befinden sich mittig angeordnete geohrte Portale. In dem einheitlichen Innenraum mit flacher Putztonne ist eine umlaufende Doppelempore und ein Kanzelaltar von 1825.[15] Am 12. Juli 1984 wurde der hohe und spitze Kirchturm durch einen verheerenden Sturm abgehoben (Siehe auch: Kirche in Frienstedt). Der Turm wurde 1986 wieder errichtet, jedoch aus finanziellen Gründen und wegen Materialmangels nicht mehr so hoch wie ehedem. Die Orgel stammt aus der Ratzmann-Werkstatt
- Am ehemaligen Pfarrhaus gibt es eine Gedenktafel für den Dichter Wilhelm Hey, der hier von 1818 bis 1827 gewirkt hatte. Eine Straße in Töttelstedt wurde nach ihm benannt.
- Etwa 1.650 m östlich der Ortslage liegt im Tal des Weißbachs die Grundmühle im Weißbachtal, eine ehemalige Klostermühle, heute beliebtes Ausflugsziel mit kleiner Gaststätte. Siehe Kloster Orphal.

## Wirtschaft
Töttelstädt ist überwiegend von der Landwirtschaft geprägt. Neben einem großen Agrarunternehmen befinden sich im Ort auch noch einige kleinere Handwerksbetriebe, ein Lebensmittelgeschäft sowie drei Gaststätten.

## Persönlichkeiten

### Söhne und Töchter des Ortes
- Johann Ludwig Böhner (1787–1860), Komponist

### Personen, die mit dem Ort in Verbindung stehen
- Ernst Heinrich Gebhard (1757–1813), Pomologischer Zeichner (Obstmaler) des „Teutschen Obstgärtners“ und Hersteller von Obstmodellen
- Wilhelm Hey (1789–1854), Lied- und Fabeldichter, war von 1818 bis 1827 Pfarrer in Töttelstädt. Das Dorf ist einer der „Hey-Orte“ in Thüringen, wie Leina und Ichtershausen, wo er gelebt und gewirkt hatte.